# Cees de Galan
Cornelis (Cees) de Galan (Zaandam, 2 mei 1932 – Groningen, 9 augustus 1987) was een Nederlands econoom, hoogleraar en PvdA-prominent.

## Loopbaan
De Galan studeerde economie aan de Universiteit van Amsterdam en promoveerde daar in 1957. Van 1964 tot 1967 was hij directeur van de Wiardi Beckman Stichting, het wetenschappelijk bureau van de PvdA. Van 1970 tot oktober 1982 was De Galan hoogleraar economie aan de Rijksuniversiteit Groningen.
Rond de Tweede Kamerverkiezingen 1971 werd hij als minister van Economische Zaken opgenomen in het Schaduwkabinet-Den Uyl van PvdA, D66 en PPR. Eind 1981 was hij samen met partijgenoot en mede-econoom Victor Halberstadt informateur tijdens de kabinetscrisis over het financieel-economisch beleid. Door hun lijmpogingen bleef het kabinet-Van Agt II toen aan. Tussen 1972 en 1987 was De Galan kroonlid van de Sociaal-Economische Raad (SER). In 1984 was hij waarnemend-voorzitter van de SER. Van 1982 tot 1987 was De Galan voorzitter van de Verzekeringskamer.
- Biografisch Portaal: 25090330
- Digitale Bibliotheek voor de Nederlandse Letteren: gala013
- Library of Congress Control Number: n80073485
- Nederlandse Thesaurus van Auteursnamen: 068183143
- Parlement.com: vg09lm0ci8xq
- Virtual International Authority File: 288948266
- WorldCat: E39PBJdrHktKVTXjdDPKDWBtrq